# Huixian (gemål)
Huixian, död 1745, var en gemål till Qianlong-kejsaren. 
Hon blev gemål till kronprinsen vid okänd tidpunkt, och mottog titeln "gemål av andra rangen" 1734. Hennes make blev kejsare 1735. 
Hon beskrivs som vacker, välutbildade och kompetent med kunskap och skicklighet inom många områden. Hon fick inga barn. Hennes relation till Qianlong beskrivs som god. Hon hade också en nära relation till kejsarinnan Xiao Xian, och assisterade denna i alla frågor kring haremet och plikterna mot änkekejsarinnan. 